# Dicranota (Rhaphidolabis) sinoalpina
Dicranota (Rhaphidolabis) sinoalpina is een tweevleugelige uit de familie Pediciidae. De soort komt voor in het Palearctisch gebied.